# Lungotevere Grande Ammiraglio Thaon di Revel
Il lungotevere Grande Ammiraglio Thaon di Revel (nome ufficiale: "lungotevere Grande A.glio Thaon di Revel"; in forma abbreviata: "lungotevere Gr. Amm. Thaon di Revel") è il tratto di lungotevere che collega il ponte Duca d'Aosta a via Flaminia, a Roma, nel quartiere Flaminio.
Dedicato al torinese Paolo Thaon di Revel, grande ammiraglio, capo di stato maggiore della Marina durante il primo conflitto mondiale, duca del Mare, ministro della Marina e presidente del Senato (1943-1944), è stato istituito con delibera del consiglio comunale il 24 gennaio 1956.
Si trova tra il ponte Duca d'Aosta e il ponte Milvio, di fronte al foro Italico.

## Trasporti
|  | È raggiungibile dalla stazione Piazza Euclide. |